# Cowboy Yodel Song
Cowboy Yodel Song, skriven av Carson J. Robinson, är en countrylåt med joddlingsinslag. Den har bland annat spelats in av Wanda Jackson och Margo Smith.
Wizex spelade in låten med Kikki Danielsson på sång och joddling, först med text på engelska på albumet Har du glömt 1976 , sedan med text på svenska av Åke Strömmer på albumet Miss Decibel 1978, då som Joddlarkärlek. Låten blev något av ett genombrott för Kikki Danielsson.

### Fotnoter
1. ↑  Information i Svensk mediedatabas.
2. ↑  Information Arkiverad 30 mars 2012 hämtat från the Wayback Machine. i Svensk mediedatabas.
3. ↑  ”Poplight - Kikki Danielsson”. Arkiverad från originalet den 2 januari 2015. https://archive.is/20150102150159/http://arkiv.poplight.se/artist/kikki-danielsson. Läst 2 mars 2015.